# David Ley
Pour les articles homonymes, voir Ley (homonymie).
David Ley est un géographe britannique, professeur à l'Université de la Colombie-Britannique (Vancouver). Il a notamment contribué au développement de l'étude sociale et culturelle des villes.

## Biographie
David Ley est né à Swansea (Pays de Galles). Après des études de géographie à Oxford, il a passé son doctorat à l'Université d'État de Pennsylvanie, où il a soutenu sa thèse sur un quartier noir de Philadelphie. 

## Apports en géographie
Sa thèse sur un quartier noir de Philadelphie, qui mêle base théorique et expériences empiriques, a marqué un tournant dans le développement de la géographie sociale (selon Peter Jackson). Devenu professeur à l’université de Vancouver, ses travaux se sont ensuite concentrés sur la transformation des vieux quartiers dans les grandes villes et sur la gentrification au Canada. Ce phénomène est selon lui le résultat des évolutions du marché du travail dans les centres-villes : le développement du secteur des finances et des services a eu pour effet l’émergence d’une nouvelle classe moyenne.
Les travaux de Ley se caractérisent par un point de vue humaniste, des idées postmodernes, et une critique des théories marxistes dans la géographie sociale urbaine. L’approche humaniste de ses travaux a participé à l’évolution de la géographie urbaine, qui était concentrée auparavant sur les questions de classe, les flux de capitaux et les politiques urbaines.
David Ley défend une approche synthétique et éclectique dans ses travaux sur les phénomènes sociaux urbains : « I am not persuaded by the view that ‘interpretation’ and ‘measurement’ are in some manner incompatible » (Je ne suis pas persuadé par la vision selon laquelle interprétation et mesure sont d’une manière ou d’une autre incompatibles).
Ley est nommé à l'Ordre du Canada en 2022, avec le rang d'officier.